# John Louis Emil Dreyer
Pour les articles homonymes, voir Dreyer.
John Louis Emil Dreyer, né le 13 février 1852 et mort le 14 septembre 1926, est un astronome irlando-danois.

## Biographie
Il naît Johan Ludvig Emil Dreyer à Copenhague. En 1874, à l'âge de 22 ans, il part pour l'Irlande où il travaille pour Lawrence Parsons, 4e comte de Rosse, fils et successeur de William Parsons qui construisit le Léviathan de Parsonstown. À partir de 1878 il travaille à l'observatoire Dunsink et en 1882 à celui d'Armagh dont il est le directeur jusqu'en 1916.
Sa contribution majeure est le monumental New General Catalogue of Nebulae and Clusters of Stars qui compte 8 163 objets du ciel profond complété par deux Index Catalogues qui portent le nombre d'objets répertoriés à plus de 13 000. Ce catalogue, sous une forme révisée, est encore utilisé de nos jours.
Dreyer est aussi un historien de l'astronomie. En 1890 il publie une biographie de Tycho Brahe, lui aussi d'origine danoise et vers la fin de sa carrière il édite les publications de Tycho et sa correspondance. Son livre History of the Planetary Systems from Thales to Kepler (1905), est une revue générale de l'histoire de l'astronomie et, bien que quelque peu daté aujourd'hui à certains égards, reste une bonne introduction sur le sujet. Il est actuellement édité sous le titre  A History of Astronomy from Thales to Kepler  (ISBN 0-486-60079-3)
Il obtient la médaille d'or de la Royal Astronomical Society en 1916 et un cratère lunaire porte son nom.